# Frea brunnea
Frea brunnea är en skalbaggsart som beskrevs av Stefan von Breuning 1954. Frea brunnea ingår i släktet Frea och familjen långhorningar. Inga underarter finns listade i Catalogue of Life.